# حصن المرازيق
 حصن المرازيق  أو قلعة مغوه أو قلعة الشيخ سلطان المرزوقي، تاريخ البناء الأصلي مجهول، لقد حكم الشيخ سلطان بن أحمد بن راشد المرزوقي ما بين عامي (1348 _ 1370) للهجرة. ويبدو أن تاريخ بناء القلعة أقدم من هذا التاريخ بكثير. ويعتقد من أن أسس في بناء القلعة هو (الشيخ راشد بن حسین بن محمد بن سلمان المرزوقی) والشيخ سلطان بن أحمد أكمل البناء في ما بعد. وقيل أيضا أن «الشيخ سلیمان بن محمد بن سلیمان بن محمد المرزوقی» الذي حكم البلاد ما بين عامي (1245 _ 1280) للهجرة وهو الذي شرع في بناء القلعة.

## شموخ القلعة
وتقف القلعة شامخة شموخ الجبال على هضبة مرتفعة في شمال بلدة (مغوه) وتحكي التاريخ الناصع لهذه البلدة وحكامها من آل  المرازيق الذين كان لهم صولات وجولات في الأزمنة الغابرة في تلك الأمكنة البعيدة، وكانو يحكمون بالعدل والأنصاف، لذلك ذاع صيتهم في كل مكان. ويقف هذا الحصن ببرجه الفريد بعد أن هجروها اصحاب الأصليون شاهدا على زمنا مضى وأنقضى على حكم العرب الذين حكموا منطقة شاسعة من أرض فارس المسمى بـ  «بر فارس»  في جنوب إيران.
وهو حصن عتيد يقف شامخا فاتحا صدره للبحر مستنشقا هوائه المحمل بعبق ذكريات السفن التي جابته جيئة وذهابا وفي طيها أحداث ووقائع، كان الحصن شاهدا أمينا عليها وظل أحد شواهدها ومعالمها التي لم تنفصل عن أحداثها ووقائعها. من فوق نتوء صخري قريب من الشاطئ وعلى قمة هضبة صخرية ضيقة يطل على (حصن مغوه) عاليا متوحدا مع ماضيه التليد هاشا باشا بحاضره المشرق وقد منع جيوبه ومدرجاته الطامعين بعد أن سطرت  قبيلة المرازيق أروع الملامح حفاظا على ترابهم ومقر حكمهم وتشبثا بأرضهم. وحاليا تقف القلعة واطلالها الباقبة شاهدا على زمن قدمضى وولا.
الحصن ذو أساسات قوية. وقد صمم «حصن المرازيق» ليكون حصنا دفاعيا ومقرا للحكم وإدارة شؤون القرية والمنطقة بأسرها. كما يوجد في المنطقة الكثير من الحصون التي صممت لتكون حصونا دفاعية عن المنطقة والقرى التابعة للإمارات العربية في بر فارس حيث أنه لم يحدد تاريخ بناءه أو في أي عام.